# Hans-Heinz Schütt
Hans-Heinz Friedrich Karl Schütt, född 6 april 1908 i Dummersdorf, Lübeck, var en tysk SS-Oberscharführer, delaktig i Aktion T4 och Operation Reinhard. Han åtalades 1965 vid Sobibórrättegången men frikändes på grund av att han ansågs ha handlat under tvång (tyska Putativnotstand).